# Andrew Wood
Andrew Wood, född 6 januari 1966 i Columbus i Mississippi i USA, död 19 mars 1990 i Seattle i Washington, var sångare och keyboardspelare i Mother Love Bone samt sångare och basist i Malfunkshun.

## Uppväxt och tidigt liv
Wood växte upp på Bainbridge Island i staten Washington med sina föräldrar och sina två bröder Kevin och Brian. Föräldrarna lyssnade mycket på musik (mamman på The Beatles och pappan på country) och när bröderna ville lära sig spela instrument blev de uppmuntrade av sina föräldrar.
Som fjortonåring bildade Andrew bandet Malfunkshun tillsammans med sin bror Kevin. Redan under sin tid i Malfunkshun utmärkte sig Andrew och de andra på scenen genom att sminka sig och bära flashiga kläder, som påminde om de som glamrockare bar, för att efterlikna sina idoler i Kiss. 

## Mother Love Bone
Andrew fick tidigt problem med droger och efter att han lagts in på rehabilitering 1985 splittrades Malfunkshun. Tillsammans med Stone Gossard och Jeff Ament från Green River bildade Wood Mother Love Bone 1988. 
Den 15 mars 1990, fyra dagar innan Mother Love Bones debutalbum Apple skulle släppas, påträffades Wood livlös i sin lägenhet efter att han hade tagit en överdos heroin. Han placerades i respirator men det var redan för sent. Den 19 mars drabbades han av en hjärnblödning, och respiratorn stängdes av. Kort efter detta splittrades Mother Love Bone.
Wood fortsatte under hela sin musikaliska karriär att använda kläder som stod ut från mängden. I filmen Hype! från 1996 beskriver producenten Jack Endino Woods scenframträdande som ”Den enda Ståuppkomikersångaren i Seattle”. Wood spelade bas och piano, och han var en mycket uppskattad textförfattare.

## Efter Woods död
Året efter Woods död startade Chris Cornell (sångare i Soundgarden och tidigare rumskompis med Wood) hyllningsbandet Temple of the Dog tillsammans med Stone Gossard och Jeff Ament från Mother Love Bone, samt den lokala gitarristen Mike McCready och den då helt okände Eddie Vedder. Namnet togs från en textrad ur Man Of Golden Words, en av Woods låtar, och man släppte albumet med samma namn 1991.
Jerry Cantrell från Alice in Chains skrev låten Would? om Andrew Wood, en låt som blev en av Alice in Chains största hits och som återfinns på albumet Dirt från 1992.
1995 släppte Stone Gossard samlingen Return to Olympus som bestod av låtar som Wood spelat in tillsammans med Malfunkshun 1986-1987.
I låten Sacred Life på The Cults självbetitlade album från 1994 nämns Woods död.
2005 spelade regissören Scot Barbour in dokumentärfilmen Malfunkshun: The Andrew Wood Story som hade premiär på Seattle International Film Festival. Filmen vann senare samma år juryns pris för bästa dokumentär på FAIF Film Festival i Hollywood.